# Himmaste
Himmaste – wieś w Estonii, w prowincji Põlva, w gminie Põlva.